# Dungeon Crawl Stone Soup

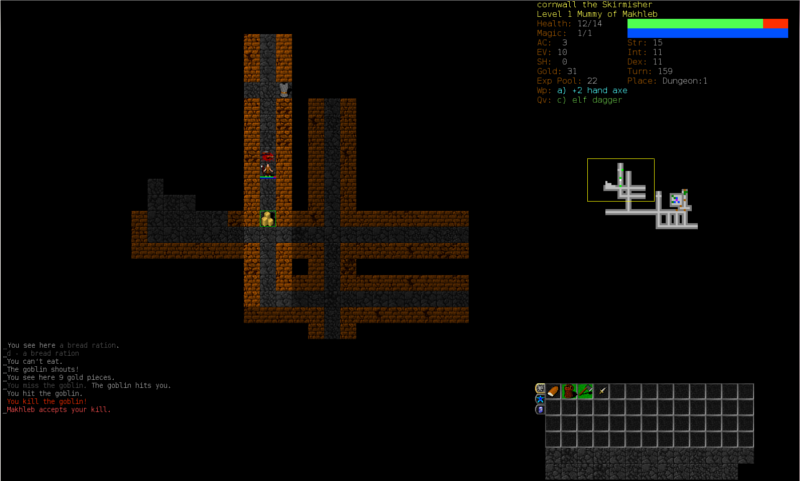
Dungeon Crawl Stone Soup, wersja kafelkowa

Dungeon Crawl Stone Soup – darmowa jednoosobowa gra komputerowa typu roguelike. Gra została wydana po raz pierwszy w 2006 roku jako kontynuacja wydanej w 1997 roku gry Linley's Dungeon Crawl.
W ankiecie przeprowadzonej w 2008 roku Dungeon Crawl Stone Soup zdobyła pierwsze miejsce wśród gier roguelike wydanych w 2008 roku (była to wersja 0.3).

## Rozgrywka
Gra rozpoczyna się wyborem rasy postaci, oraz profesji i, w pewnych przypadkach, broni. Liczba dostępnych ras i profesji była różna, w różnych wersjach gry. W wersji 0.32 jest ich odpowiednio 27 i 25. Po dokonaniu wyboru postać rozpoczyna wędrówkę przez podziemia.
Celem gry jest zdobycie Kuli Zot i wyjście z nią z podziemi. By tego dokonać, gracz musi pokonać 27 losowo wygenerowanych poziomów podziemi, oraz pewną liczbę ich odgałęzień. By dostać się do ostatniej części lochów, Krainy Zot zawierającej Kulę Zot, gracz musi zdobyć minimum 3 z 15 dostępnych w grze kamieni runicznych, znajdujących się w różnych odnogach podziemi.
Dungeon Crawl Stone Soup zawiera również inne tryby gry:
- Dungeon Sprint – cel gry jest taki sam, zdobycie Kuli Zot, ale podziemia składają się z jednego, zaprojektowanego przez twórców gry poziomu[10][11]
- Zot Defence – celem jest obrona Kuli Zot przed kolejnymi falami przeciwników[12][11]
- The Arena – pozwala obserwować walkę pomiędzy dowolnymi przeciwnikami[11]

## Historia
W związku z wycofaniem się z prac nad grą Linley's Dungeon Crawl jej głównego autora, Linleya Henzella, rozwój tej gry znacznie spowolnił. Pierwsza wersja Dungeon Crawl Stone Soup, oznaczona numerem 0.1, była rozwinięciem Linley's Dungeon Crawl w wersji 4.0 i miała zapewnić dalszy rozwój programu.
Pierwotnie gra odbywała się w trybie tekstowym. Od wersji 0.4, wydanej w lipcu 2008 roku, do oficjalnego kodu gry włączono wersję graficzną.
Grać w DCSS można lokalnie, jak i online – w wersję tekstową, korzystając z Telnetu/SSH, a w wersję graficzną, przy pomocy przeglądarki internetowej i technologii WebSocket. Gry prowadzone online trafiają do oficjalnych statystyk poszczególnych graczy.
Została również wydana stabilna wersja Dungeon Crawl Stone Soup na Androida.